# 宇佐美大輔
宇佐美大輔（日语：／ Daisuke Usami，1979年3月29日—）是日本排球運動員，位置為舉球員。曾效力於日本排球聯賽V.League Divisoin1 的Panasonic Panthers隊，2012年11月發表引退宣言。

## 職業生涯
就讀沼館小學時打的是迷你籃球，當時身體素質極佳，小學五年級就當上了正式球員。後來在父親（秋田縣立雄物川高等學校前校長）的勸說下開始打排球。
高中之前一直都是擔任攻擊手，但進入東海大學後轉練舉球。2001年首次選入全日本代表，2002年大學畢業後進入NEC Blue Rockets。
2003年世界盃男子排球賽、2004年雅典奧運最終資格賽都作為日本代表，但日本沒有取得雅典奧運的出賽權。2005年，植田辰哉接任日本男排總教練，宇佐美大輔同樣有被選進名單中，但他想追隨同樣身為教練的父親的腳步，回到家鄉秋田，因而辭退了全日本代表。引退前為了想和當時是本男排的王牌山本隆弘在同一隊打球，於是從NEC Blue Rockets移籍到了Panasonic Panthers。
2007年的男排亞錦賽，宇佐美大輔重披戰袍回到球場，之後又出戰了2007年世界盃男子排球賽，並在每一場比賽都有上場紀錄。2008年雅典奧運最終資格賽，宇佐美大輔和隊友在最後一場比賽擊敗阿根廷，日本睽違16年重返奧運殿堂。然而不管是哪一場比賽，主力舉球員都是朝長孝介。
2009年，宇佐美大輔擔任日本男排隊長。同年的大冠軍盃中，帶領球隊拿到睽違32年的銅牌。之後在天皇杯・皇后杯也為Panasonic Panthers的冠軍立下汗馬功勞。
2010年，宇佐美大輔所屬的Panasonic Panthers拿下V聯賽冠軍，同年也完成了黑鷲旗的三連霸，宇佐美大輔則入選最佳六人。同年6月雙腳腳踝開刀，11月隨隊參加2010廣州亞運，並幫助日本獲得金牌。
2012年11月，宇佐美大輔宣布本賽季結束之後引退，2013年4月14日在東京體育館進行的V聯賽決賽（對手是堺Blazers）。
引退之後的宇佐美大輔成為了公立高中的教職員（地方公務員），2013年4月起任教於秋田縣立大館鳳鳴高等學校。2014年4月起被分發回母校秋田縣立雄物川高等學校，擔任教職員的同時兼任排球隊總教練。